# Vénus pleurant Adonis (Véronèse)
Ne doit pas être confondu avec Vénus et Adonis (Véronèse).
Vénus pleurant Adonis est une peinture à l'huile réalisée par le peintre italien de la Renaissance Paul Véronèse en 1573. Cette peinture mythologique fait partie depuis 1947 des collections du Musée national de Stockholm.
Le tableau représente un sujet de la mythologie gréco-romaine : la déesse de l'amour Vénus (Aphrodite en grec) était tombée amoureuse du bel Adonis et avait ainsi suscité la jalousie de son rival, le dieu de la guerre Mars ; celui-ci s'est transformé en sanglier et a tué Adonis lors d'une chasse. Sa mort attrista tellement Vénus que Jupiter décréta qu'Adonis serait autorisé à revenir des enfers six mois par an.